# Mitsubishi HSR
Mitsubishi HSR (Highly Sophisticated-transport Research) Прототипы произведённые Mitsubishi Motors в 1980-х и 1990-х. Всего было создано шесть поколений транспортных средств, представленных на Токийском автосалоне.

## Модельный ряд
- HSR (1987) — Первый автомобиль в котором Mitsubishi совместила автоматические системы контроля движения,

торможения и ориентации в зависимости от дорожных условий и погоды. Автомобиль был оборудован 16-клапанным двигателем объёмом 2.0 литра, оснащённым турбонаддувом. При мощности в
299 л.с. HSR развивал скорость около 300 км/ч.
- HSR-II (1989) — Второе поколение прототипа имело более обтекаемый кузов и в то же время было оборудовано

подвижными частями спойлерами, изменяющими лобовое
сопротивление с 0.20 до 0.40, в зависимости от угла атаки. Машина умеет самостоятельно
реагировать на осевые линии и дорожные знаки, а также определять и отличать препятствия на пути и вокруг. И в
соответствии с полученной информацией сама выбирает нужную скорость и направление. Для этого в автомобиле применено
три бортовых системы: телевизионная, инфракрасная и ультразвуковая сонарная. Многие технические решения, применённые в концептах Mitsubishi HSR, были использованы в серийных автомобилях серии GTO.
- HSR-III (1991) — Третий автомобиль из серии HSR оснащался самым маленьким в мире серийным V6 двигателем

объёмом 1.6 литра.6A10
- HSR-IV (1993) — Форсированный 182-х сильный 1.6 литровый V6 в машине четвёртого поколения, приводил в

движение все 4 колеса, кроме того тормозная система оборудовалась ABS.
- HSR-V (1995) — Кузов пятого поколения Тарга имел скаладную крышу. В автомобиле был впервые

продемонстрирован бензиновый двигатель с непосредственным впрыском топлива.
- HSR-VI (1997) — Оборудованное 2.4 литровой версией бензинового двигателя с непосредственным впрыском топлива, шестое поколение серии HSR имело возможность рулить четырьмя колёсами, оснащалось фирменной системой active yaw control, а также антипробуксовочной системой и системой автоматического управления автомобилем.[1]